# Sigurd Lewerentz
Sigurd Lewerentz (født 29. juli 1885 på Sandö i Bjärtrå kirkesogn i Västernorrlands län, død 29. december 1975 i Lund) var en svensk arkitekt, der fortsat regnes som én af Sveriges mest internationalt anerkendte arkitekter.

## Biografi
Lewerentz blev født på Sandö nogle kilometer sydøst for Kramfors i Västernorrlands län og var søn af Gustaf Adolf Lewerentz og Hedvig Mathilda Holmgren.
Han uddannede sig oprindeligt som maskiningeniør ved Chalmers tekniska högskola i Göteborg (1905–08) og kom senere i arkitektlære i Tyskland., hvor han bl.a. studerede sammen med Hans Westman, Ragnar Östberg og Ivar Tengbom.
Sigurd Lewerentz åbnede sin egen tegnestue i Stockholm i 1911 og blev tilknyttet arkitekten Gunnar Asplund (1885-1940). Sammen lavede de et vindende bidrag til Skogskyrkogården i Stockholm ved en konkurrence 1914-15. Dette projekt blev oprindeligt gennemført af begge arkitekter, men de sidste faser blev udført af Asplund alene. Sigurd Lewerentz og Asplund blev udpeget som hovedarkitekter ved Stockholmudstillingen i 1930, men bagefter blev Lewerentz desillusioneret og vendte sig væk fra arkitekturen i mange år. Fra 1940 drev han en fabrik, der producerede vinduer og andet arkitektonisk inventar af eget design.
Mellem 1933 og 1944 skabte Lewerentz sammen med sine kolleger Erik Lallerstedt og David Helldén, hvad der betragtes som et af mesterværkerne i funktionalistisk arkitektur, nemlig det oprindelige Malmö stadsteater (nu Malmö Opera og Musikteater). Foyeren betragtes som særlig smuk med sine åbne overflader og markante marmortrapper og er prydet med en række kunstværker af kunstnere som Carl Milles og Isaac Grünewald. Lewerentz blev tildelt Prins Eugens Medalje for sin arkitektur i 1950.
I det sidste årti af sit liv designede han to kirker, Markuskirken i Björkhagen i Stockholm (1956) og Sankt Petri Kirke i Klippan, Skåne (1963–66), som genoplivede hans karriere inden for arkitektur. Sankt Petri Kirke ligger i en østlig bydel i periferien af denne lille by. Kirkens orientering er korrekt, idet alteret står overfor vestdørene. Den er firkantet i form, hvilket giver et mere intimt gudstjenesteritual i en cirkel, der kan føres tilbage til den tidlige kristendom og signalerer en religiøs parallel til en søgen efter det enkle og væsentlige. Denne idé er særlig fremherskende i Lewerentz's kirkebyggerier og kan ses i bygningernes detaljegrad, materialevalg, lysets kvalitet og kirkerummenes genklang.
Han fortsatte med at arbejde med konkurrenceforslag og møbeldesign helt op til sin død i Lund i 1975.
Lewerentz's samlede produktion var lille, men af meget høj kvalitet. I en nekrolog offentliggjort i The Architectural Review roser James Codrington hans bygninger for deres "dristige, ofte robuste brug af materialer" og deres "udefinerbare atmosfærer" og "stedsans".